# Mattiwilda Dobbs
Mattiwilda Dobbs (Atlanta, 11 luglio 1925 – Atlanta, 8 dicembre 2015) è stata un soprano di coloratura statunitense ed è stato uno dei primi cantanti neri a godere di un'importante carriera internazionale nell'opera. È stata la prima cantante nera ad esibirsi al Teatro alla Scala in Italia, la prima donna nera a ricevere un contratto a lungo termine e a cantare un ruolo da protagonista al Metropolitan Opera di New York e la prima cantante nera a recitare un ruolo da protagonista alla San Francisco Opera.

## Biografia
Mattiwilda Dobbs è nata ad Atlanta, in Georgia, una delle sei figlie di John e Irene Dobbs, leader della comunità afroamericana dello stato. Ha iniziato le lezioni di pianoforte all'età di sette anni ed ha cantato in cori di comunità e di chiesa.

### Formazione
Ha frequentato lo Spelman College dove ha studiato economia domestica e aveva preso in considerazione l'idea di diventare una stilista. I suoi insegnanti la incoraggiarono a studiare musica, tuttavia, e iniziò a studiare canto, laureandosi in spagnolo e musica nel 1946. Dopo la laurea, si trasferì a New York e studiò con il soprano tedesco Lotte Leonard mentre completava un master in spagnolo alla Columbia University.
Vinse numerose borse di studio, tra cui il Marian Anderson Award nel 1947 e una John Hay Whitney Fellowship. I fondi di questi premi le permisero di trasferirsi in Europa nel 1950 e di proseguire lì i suoi studi, in particolare con Pierre Bernac.

### Carriera artistica in Europa
Dobbs initially performed in Europe as a concert recitalist; however, after winning the International Music Competition in Ginevra, Switzerland, in 1951, she went on to sing at the major festivals and opera houses throughout the continent. She made her professional operatic debut at the Holland Festival, as the Nightingale in Stravinsky's Le rossignol, in 1952. She made her debut at the Glyndebourne Festival, as Zerbinetta in Ariadne auf Naxos, in 1953. Her success at this festival led to a performance contract at London's Covent Garden from 1953 to 1958.
Her La Scala debut in 1953 was at the invitation of conductor Herbert von Karajan. Dobbs performed the role of Elvira in L'italiana in Algeri, which also marked the first time a black artist sang in that opera house. In a review of her performance, the British magazine Opera called her "the outstanding coloratura of her generation".
She made her debut at the Royal Opera House in London, as the Woodbird in Sigfrido, in 1953. She also appeared at the Paris Opéra, the Vienna State Opera, and at the opera houses of Hamburg and Stockholm. In 1954, she sang before Queen Elizabeth II and the King and Queen of Sweden at Covent Garden Theatre and performed at the Edinburgh International Festival
In the 1960s Dobbs continued to perform in Europe, particularly in Sweden, where she lived with her husband. Her successful, high-profile European career is considered significant in setting an example to younger black female singers such as Leontyne Price, Shirley Verrett, Jessye Norman and Kathleen Battle.

### Carriera artistica negli Stati Uniti

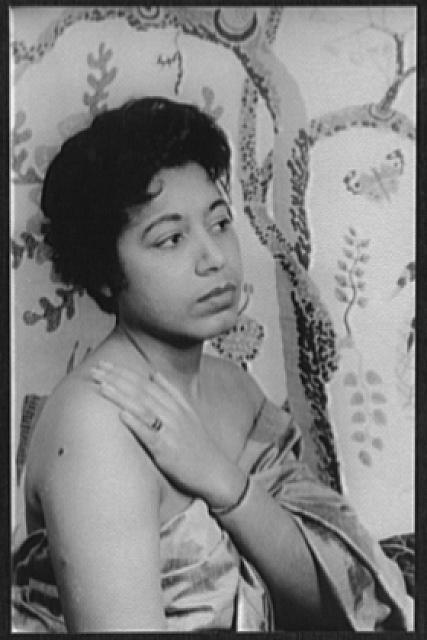
Mattiwilda Dobbs (1955)
Photo by Carl Van Vechten

Her American debut was a recital with the Little Orchestra Society, in New York City, in 1954. She made her Metropolitan Opera debut, as Gilda in Rigoletto, on November 9, 1956. In a review of her performance, Carl Van Vechten wrote that Dobbs' was "glorious ... a warm and brilliant coloratura, and the best Gilda in my experience." Although African-American singer Marian Anderson had performed at the Met the previous year, Dobbs was the first African-American to be offered a long-term contract by the Met. In eight seasons, she performed 29 times, including Zerbinetta, Zerlina in Don Giovanni, Olympia in The Tales of Hoffmann, Lucia in Lucia di Lammermoor, and Oscar in Un ballo in maschera. She also appeared at the San Francisco Opera in 1955, where she was the first African-American to play a lead role.
Following the example set by other African-American performers, Dobbs refused to perform for segregated audiences. She later stated that this hurt her career as she declined offers of work in the southern states. When the Atlanta Municipal Auditorium was de-segregated in 1961, Dobbs was the first person to sing to an integrated audience in the city. After de-segregation, she performed in Atlanta in a series of operas produced by Blanche Thebom.

### Ritiro
Dobbs retired from performing in 1974, and began teaching at the University of Texas, where she was the first African-American on the faculty. She continued her teaching career as professor of voice at Howard University in Washington, before retiring to Contea di Arlington, Virginia.
In 1989 Dobbs was elected to the board of directors of the Metropolitan Opera.

## Incisioni
Dobbs's coloratura soprano was praised for its freshness and agility, as well as tonal beauty, and was considered an ideal voice for sound recording. However, she can be heard in relatively few recordings, as she spent her early career in Europe. When she returned to the United States in 1954 Roberta Peters had become a top soprano recording artist.
Dobbs's notable recordings include Die Entführung aus dem Serail (in English), opposite Nicolai Gedda (who was born the same day as she was, July 11, 1925), and conducted by Yehudi Menuhin, Les pêcheurs de perles conducted by René Leibowitz, and a recital of opera arias and songs, released in 1998 by Testament Records. She sang both Olympia and Antonia in a complete recording of I racconti di Hoffmann featuring Léopold Simoneau and Heinz Rehfuss, and conducted by Pierre-Michel Le Conte, which was issued in 1958 by Epic in stereo in the USA and by Concert Hall in Europe, and reissued on CD in 2008. She also recorded the title role of Zaide under Leibowitz in Paris in 1952, and excerpts from Rigoletto alongside Rolando Panerai.

## Riconoscimenti
- Nel 1954 il re e la regina di Svezia conferiscono a Dobbs l'Ordine della Stella Polare.[5]
- Nel 1979 Dobbs riceve un dottorato onorario in belle arti dallo Spelman College.[9]
- Nel 1980 La Library of Congress ha tenuto una mostra sulla sua vita.[18]
- Nel 1983 La Dobbs riceve il James Weldon Johnson Award in Fine Arts dall'Atlanta National Association for the Advancement of Coloured People (NAACP).[18]

## Vita privata
Martin Luther King Sr. voleva che suo figlio, Martin Luther King Jr., sposasse la Dobbs, poiché suo padre era un dinamico attivista per i diritti civili e un suo amico.
La Dobbs è stata sposata due volte. Il suo primo marito, lo spagnolo Luis Rodriguez, morì per un disturbo al fegato nel giugno 1954, quattordici mesi dopo il loro matrimonio. Alla fine del 1957 sposò Bengt Janzon, giornalista svedese e dirigente di pubbliche relazioni. Janzon morì nel 1997. La Dobbs era la zia del primo sindaco nero di Atlanta, Maynard Jackson e cantò al suo insediamento nel gennaio 1978.
Morì di cancro l'8 dicembre 2015 nella sua casa di Atlanta all'età di 90 anni.